# Texella diplospina
Texella diplospina is een hooiwagen uit de familie Phalangodidae.